# Acadèmia de Llengües Maies de Guatemala
L'Academia de Lenguas Mayas de Guatemala (ALMG) és una organització guatemalenca que regeix l'ús de les 21 llengües maies parlades a Guatemala. Ha fet un treball important en la normalització de l'escriptura amb un alfabet unificat, en la promoció de la cultura maia i l'educació en les llengües maies, sobretot amb la formació d'intèrprets bilingües. Es va establir oficialment el 18 d'octubre de 1990 amb el decret 65-90 Ley de la Academia de Lenguas Mayas de Guatemala, i va néixer el 16 de novembre de 1990 com una organització autònoma. Les seves oficines estan a la Casa Crema, situada a la ciutat de Guatemala antiga residència del ministre de Defensa (un dels responsables del genocidi maia en els anys vuitanta, en què van morir més de 200.000 indígenes maies). El 23 d'abril de 2008 controla les transmissions del canal de televisió TV Maya, el primer canal de televisió multicultural de Guatemala.

## Llengües implicades
Estan incorporades les següents comunitats lingüístiques maies:
- achí
- akatek
- awakatek
- ch'ortí
- chuj
- itzá
- ixil
- jakaltek
- kaqtxikel
- Quitxé
- mam
- mopan
- poqomam
- poqomchi'
- qanjobal
- q'eqchi'
- sakapultek
- sipakapense
- tektitek
- tz'utujil
- uspantek.